# Copa de baloncesto de Italia 2021
La 53ª edición de la Copa de baloncesto de Italia (en italiano Coppa Italia y por motivos de patrocinio Frecciarossa Final Eight 2021) se celebró en Milán del 11 al 14 de febrero de 2021. El campeón fue el equipo anfitrión, AX Armani Exchange Milano, que lograba su séptimo título.

## Clasificación
Lograban la clasificación para disputar la Coppa Italia los ocho primeros clasificados de la Lega al final de la primera vuelta de la competición.
| Pos. | Equipo                            | PJ | G  | P | GF   | GC   | DG   | Pts | Clasificación                      |
| ---- | --------------------------------- | -- | -- | - | ---- | ---- | ---- | --- | ---------------------------------- |
| 1    | AX Armani Exchange Milano         | 14 | 13 | 1 | 1237 | 1031 | +206 | 27  | Clasificados como cabezas de serie |
| 2    | Happy Casa Brindisi               | 13 | 10 | 3 | 1119 | 1044 | +75  | 23  | Clasificados como cabezas de serie |
| 3    | Banco di Sardegna Sassari         | 14 | 9  | 5 | 1261 | 1223 | +38  | 23  | Clasificados como cabezas de serie |
| 4    | Segafredo Virtus Bologna          | 14 | 9  | 5 | 1184 | 1080 | +104 | 23  | Clasificados como cabezas de serie |
| 5    | Umana Reyer Venezia               | 14 | 8  | 6 | 1106 | 1081 | +25  | 22  | Clasificados no cabezas de serie   |
| 6    | Carpegna Prosciutto Basket Pesaro | 14 | 7  | 7 | 1166 | 1152 | +14  | 21  | Clasificados no cabezas de serie   |
| 7    | Allianz Pallacanestro Trieste     | 13 | 6  | 7 | 983  | 1004 | −21  | 19  | Clasificados no cabezas de serie   |
| 8    | UNAHOTELS Reggio Emilia           | 14 | 6  | 8 | 1069 | 1106 | −37  | 20  | Clasificados no cabezas de serie   |

 Fuente: LBA

## Cuadro final
|  | Cuartos de final         | Cuartos de final              | Cuartos de final           |                            |                           | Semifinales               | Semifinales           | Semifinales           |  |                           | Final                     | Final                 | Final                 |  |
|  | 11-12 de febrero de 2021 | 11-12 de febrero de 2021      | 11-12 de febrero de 2021   |                            |                           | 13 de febrero de 2021     | 13 de febrero de 2021 | 13 de febrero de 2021 |  |                           | 14 de febrero de 2021     | 14 de febrero de 2021 | 14 de febrero de 2021 |  |
|  |                          |                               |                            |                            |                           |                           |                       |                       |  |                           |                           |                       |                       |  |
|  |                          |                               |                            |                            |                           |                           |                       |                       |  |                           |                           |                       |                       |  |
|  | 1                        | AX Armani Exchange Milano     | 80                         |                            |                           |                           |                       |                       |  |                           |                           |                       |                       |  |
|  | 1                        | AX Armani Exchange Milano     | 80                         |                            |                           |                           |                       |                       |  |                           |                           |                       |                       |  |
|  | 8                        | UNAHOTELS Reggio Emilia       | 52                         |                            |                           |                           |                       |                       |  |                           |                           |                       |                       |  |
|  | 8                        | UNAHOTELS Reggio Emilia       | 52                         |                            | AX Armani Exchange Milano | AX Armani Exchange Milano | 96                    |                       |  |                           |                           |                       |                       |  |
|  |                          |                               |                            |                            | AX Armani Exchange Milano | AX Armani Exchange Milano | 96                    |                       |  |                           |                           |                       |                       |  |
|  |                          |                               | Umana Reyer Venezia        | Umana Reyer Venezia        | 65                        |                           |                       |                       |  |                           |                           |                       |                       |  |
|  | 4                        | Segafredo Virtus Bologna      | Umana Reyer Venezia        | Umana Reyer Venezia        | 65                        | 82                        |                       |                       |  |                           |                           |                       |                       |  |
|  | 4                        | Segafredo Virtus Bologna      |                            |                            |                           |                           |                       |                       |  |                           |                           |                       |                       |  |
|  | 5                        | Umana Reyer Venezia           | 89                         |                            |                           |                           |                       |                       |  |                           |                           |                       |                       |  |
|  | 5                        | Umana Reyer Venezia           | 89                         |                            |                           |                           |                       |                       |  | AX Armani Exchange Milano | AX Armani Exchange Milano | 87                    |                       |  |
|  |                          |                               |                            |                            |                           |                           |                       |                       |  | AX Armani Exchange Milano | AX Armani Exchange Milano | 87                    |                       |  |
|  |                          |                               | Carpegna Prosciutto Pesaro | Carpegna Prosciutto Pesaro | 59                        |                           |                       |                       |  |                           |                           |                       |                       |  |
|  | 2                        | Happy Casa Brindisi           | Carpegna Prosciutto Pesaro | Carpegna Prosciutto Pesaro | 59                        | 93                        |                       |                       |  |                           |                           |                       |                       |  |
|  | 2                        | Happy Casa Brindisi           |                            |                            |                           |                           |                       |                       |  |                           |                           |                       |                       |  |
|  | 7                        | Allianz Pallacanestro Trieste | 81                         |                            |                           |                           |                       |                       |  |                           |                           |                       |                       |  |
|  | 7                        | Allianz Pallacanestro Trieste | 81                         |                            | Happy Casa Brindisi       | Happy Casa Brindisi       | 69                    |                       |  |                           |                           |                       |                       |  |
|  |                          |                               |                            |                            | Happy Casa Brindisi       | Happy Casa Brindisi       | 69                    |                       |  |                           |                           |                       |                       |  |
|  |                          |                               | Carpegna Prosciutto Pesaro | Carpegna Prosciutto Pesaro | 74                        |                           |                       |                       |  |                           |                           |                       |                       |  |
|  | 3                        | Banco di Sardegna Sassari     | Carpegna Prosciutto Pesaro | Carpegna Prosciutto Pesaro | 74                        | 110                       |                       |                       |  |                           |                           |                       |                       |  |
|  | 3                        | Banco di Sardegna Sassari     |                            |                            |                           |                           |                       |                       |  |                           |                           |                       |                       |  |
|  | 6                        | Carpegna Prosciutto Pesaro    | 115                        |                            |                           |                           |                       |                       |  |                           |                           |                       |                       |  |
|  | 6                        | Carpegna Prosciutto Pesaro    | 115                        |                            |                           |                           |                       |                       |  |                           |                           |                       |                       |  |
|  |                          |                               |                            |                            |                           |                           |                       |                       |  |                           |                           |                       |                       |  |

## Cuartos de final

### AX Armani Exchange Milano vs. UNAHOTELS Reggio Emilia
| 11 de febrero de 2021 | AX Armani Exchange Milano                           | 80–52                                | UNAHOTELS Reggio Emilia                           | |  |
| 18:00                 | Parciales: 19-10, 22-12, 18-9, 21-21                | Parciales: 19-10, 22-12, 18-9, 21-21 | Parciales: 19-10, 22-12, 18-9, 21-21              | |  |
|                       | Estadísticas Punter, LeDay 15 Shields 9 Rodríguez 9 | Reporte Pts Reb Asts                 | Estadísticas Baldi Rossi 13 Diouf 9 Baldi Rossi 5 | Pabellón: Assago (Milan) Árbitros: Roberto Begnis, Mark Bartoli, Fabrizio Paglialunga Televisión: Rai Sport, Eurosport |  |

### Segafredo Virtus Bologna vs. Umana Reyer Venezia
| 11 de febrero de 2021 | Segafredo Virtus Bologna                     | 82–89                                 | Umana Reyer Venezia                           | |  |
| 20:45                 | Parciales: 16-23, 22-18, 23-24, 21-24        | Parciales: 16-23, 22-18, 23-24, 21-24 | Parciales: 16-23, 22-18, 23-24, 21-24         | |  |
|                       | Estadísticas Teodosić 15 Hunter 7 Teodosić 6 | Reporte Pts Reb Asts                  | Estadísticas Bramos 23 Bramos 13 De Nicolao 5 | Pabellón: Assago (Milan) Árbitros: Tolga Sahin, Carmelo Lo Guzzo, Guido Giovannetti Televisión: Rai Sport, Eurosport |  |

### Happy Casa Brindisi vs. Allianz Pallacanestro Trieste
| 12 de febrero de 2021 | Happy Casa Brindisi                        | 93–81                                 | Allianz Pallacanestro Trieste          | |  |
| 18:00                 | Parciales: 25-18, 18-20, 23-23, 27-20      | Parciales: 25-18, 18-20, 23-23, 27-20 | Parciales: 25-18, 18-20, 23-23, 27-20  | |  |
|                       | Estadísticas Gaspardo 17 Udom 9 Thompson 9 | Reporte Pts Reb Asts                  | Estadísticas Doyle 16 Delía 8 Doyle 10 | Pabellón: Assago (Milan) Árbitros: Carmelo Paternicò, Beniamino Manuel Attard, Denny Borgioni Televisión: Rai Sport, Eurosport |  |

### Banco di Sardegna Sassari vs. Carpegna Prosciutto Pesaro
| 12 de febrero de 2021 | Banco di Sardegna Sassari                           | 110–115                                             | Carpegna Prosciutto Pesaro                               | |  |
| 20:45                 | Parciales: 26-24, 27-25, 23-21, 23-29 (T.E.: 11-16) | Parciales: 26-24, 27-25, 23-21, 23-29 (T.E.: 11-16) | Parciales: 26-24, 27-25, 23-21, 23-29 (T.E.: 11-16)      | |  |
|                       | Estadísticas Bendžius 22 Spissu 10 Spissu 9         | Reporte Pts Reb Asts                                | Estadísticas J. Robinson 27 Filipovity 13 J. Robinson 27 | Pabellón: Assago (Milan) Árbitros: Michele Rossi, Lorenzo Baldini, Christian Borgo Televisión: Rai Sport, Eurosport |  |

## Semifinales

### AX Armani Exchange Milano vs. Umana Reyer Venezia
| 13 de febrero de 2021 | AX Armani Exchange Milano                      | 96–65                                 | Umana Reyer Venezia                      | |  |
| 18:00                 | Parciales: 20-25, 22-13, 30-11, 24-16          | Parciales: 20-25, 22-13, 30-11, 24-16 | Parciales: 20-25, 22-13, 30-11, 24-16    | |  |
|                       | Estadísticas Rodríguez 22 Hines 10 Rodríguez 9 | Reporte Pts Reb Asts                  | Estadísticas Watt 18 Watt 6 De Nicolao 5 | Pabellón: Assago (Milan) Árbitros: Saverio Lanzarini, Manuel Mazzoni, Alessandro Vicino Televisión: Rai Sport, Eurosport |  |

### Happy Casa Brindisi vs. Carpegna Prosciutto Pesaro
| 13 de febrero de 2021 | Happy Casa Brindisi                                | 69–74                                 | Carpegna Prosciutto Pesaro                        | |  |
| 20:45                 | Parciales: 12-15, 16-26, 17-11, 24-22              | Parciales: 12-15, 16-26, 17-11, 24-22 | Parciales: 12-15, 16-26, 17-11, 24-22             | |  |
|                       | Estadísticas Thompson 19 Udom, Willis 7 Thompson 7 | Reporte Pts Reb Asts                  | Estadísticas J. Robinson 23 Cain 14 J. Robinson 4 | Pabellón: Assago (Milan) Árbitros: Carmelo Paternicò, Alessandro Martolini, Andrea Bongiorni Televisión: Rai Sport, Eurosport |  |

## Final

### AX Armani Exchange Milano vs. Umana Reyer Venezia
| 14 de febrero de 2021 | AX Armani Exchange Milano                  | 87–59                                | Carpegna Prosciutto Pesaro                 | |  |
| 18:15                 | Parciales: 21-15, 27-6, 26-15, 13-23       | Parciales: 21-15, 27-6, 26-15, 13-23 | Parciales: 21-15, 27-6, 26-15, 13-23       | |  |
|                       | Estadísticas Datome 15 Hines 7 Rodríguez 8 | Reporte Pts Reb Asts                 | Estadísticas Cain 15 Cain 12 J. Robinson 4 | Pabellón: Assago (Milan) Árbitros: Tolga Sahin, Roberto Begnis, Guido Giovannetti Televisión: Rai Sport, Eurosport |  |

## Premios
| Premio                 | Jugador          | Equipo                     |
| ---------------------- | ---------------- | -------------------------- |
| MVP                    | Luigi Datome     | AX Armani Exchange Milano  |
| Mejor jugador ofensivo | Henri Drell      | Carpegna Prosciutto Pesaro |
| Mejor tirador          | Luigi Datome     | AX Armani Exchange Milano  |
| Mejor asistente        | Sergio Rodríguez | AX Armani Exchange Milano  |

Fuente